# Єралієво
Єралі́єво (каз. Ералиево) — село у складі Жанааркинського району Улитауської області Казахстану. Адміністративний центр Єралієвського сільського округу.
Населення — 1315 осіб (2021; 1328 у 2009, 1342 у 1999, 1929 у 1989).
Національний склад станом на 1989 рік:
- казахи — 100 %.